# Guillermo Fariñas
Guillermo Fariñas Hernandez (født 3. januar 1962) er en cubansk journalist og psykolog, der i 2010 blev tildelt Sakharov-prisen for sine anstrengelser for menneskerettighederne og for at forbedre ytringsfriheden på Cuba.

## Fodnoter
1. ↑  "Guillermo Fariñas". Den Store Danske (lex.dk online udgave). 21. oktober 2010. Hentet 22. oktober 2010.